# 米選機
米選機（べいせんき、ライスグレーダー、英名 rice grader ）とは、イネの調製作業で用いる農業機械の1つである。籾すり後の玄米から屑米（くずまい）やごみなどを取り除いて、品質の一定した良質な玄米を選別するための機械である。

## 発展の歴史

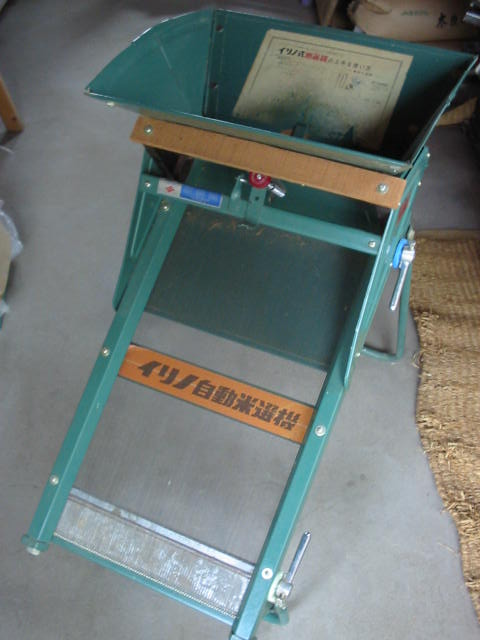
縦線式米選機

近代的な米選機は、岡山農栄社が昭和10年から量産開始した「縦線式米選機」にさかのぼる。それは「イリノ式自動米選機」という愛称でその後全国的に広く普及した。第二次世界大戦後も引き続き、複数の農業機械メーカーで縦線式米選機の生産・販売が行われた。
昭和40年代には、原動機を動力とする回転式（ロータリー式）米選機が開発された。そして現在では、選別から計量、袋詰まで一貫した作業ができる「自動選別計量機」（選別自動計量機ともいう）へと発展している。

## 米選機の種類
- 縦線式米選機
- 横型回転式米選機
- 縦型回転式米選機

現代の主流は、縦型回転式米選機能と自動計量機能を組み合わせた「自動選別計量機」である。